# Ptilodactyla jokoensis
Ptilodactyla jokoensis là một loài bọ cánh cứng trong họ Ptilodactylidae. Loài này được Pic miêu tả khoa học năm 1931.